# Mexcala nigrocyanea
Mexcala nigrocyanea là một loài nhện trong họ Salticidae.
Loài này thuộc chi Mexcala. Mexcala nigrocyanea được Eugène Simon miêu tả năm 1886.